# Ор-Йехуда
Ор-Йехуда́ (Ор-Ехуда; ивр. אור יהודה‎) — город в Израиле, находится в Тель-Авивском округе, на месте, где располагалось библейское поселение Кфар-Оно.
Ограничен на западе шоссе 4, на востоке граничит с муниципалитетом Йехуд-Моноссон, с севера ограничен дорогой 461, с юга ограничен дорогой 412, по другую сторону которой находится территория Аэропорта имени Бен-Гуриона.
Основан в 1949 году как Маабара (лагерь для приёма репатриантов), прибывавших из стран Северной Африки, статус города получил в 1988 году.
Занимаемая площадь — около 5 км².

Индекс 6 из 10 по шкале социально-экономического развития.

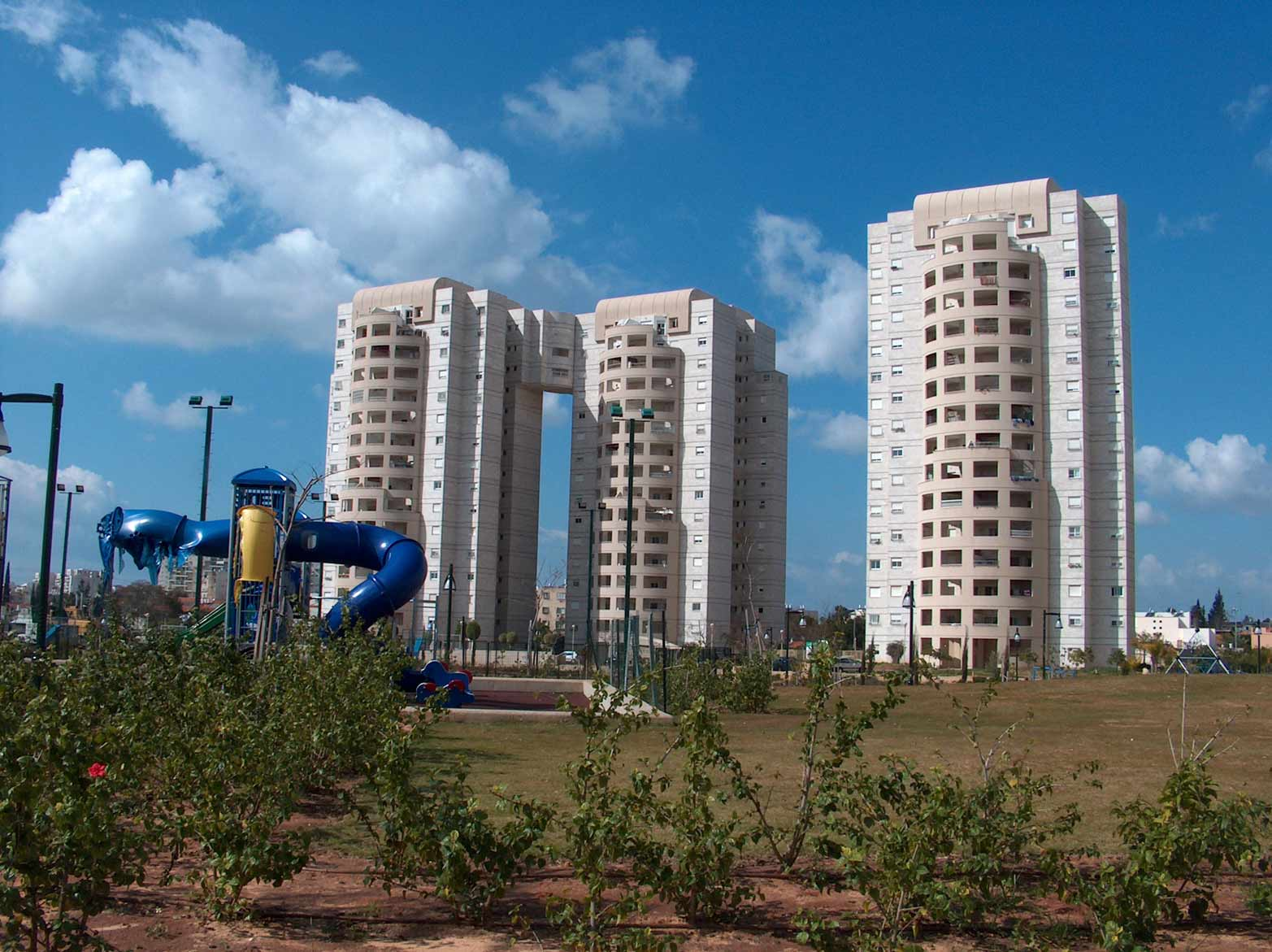

## Происхождение названия
Есть несколько версий происхождения названия. По одной из них, город назван в честь Йегуды Алкалая. По другой — это название школы иммигрантов-поселенцев, прибывших из Турции. По третьей — название дано в честь колена Иуды, хотя это не соответствует географическому положению города.

## История
Долина Оно упоминается в Торе и Мишне.
В долине была построена арабская деревня Сакья, разрушенная в ходе операции Хамец во время Войны за независимость 1948 года.
В 1949 году еврейские переселенцы из Ливии и Турции отремонтировали разрушенные арабские дома.
В 1950—1953 годах в этом месте были созданы транзитные палаточные лагеря, заселенные еврейскими переселенцами из Ирака, вывезенными в ходе операций Эзра и Неемия.
В 1955 году, после протестов жителей транзитного лагеря против расселения на север и юг страны, было создано постоянное поселение Ор-Йехуда.
В 1962 году под давлением жителей правительство объявило Ор-Иегуда районом городского планирования с правом планирования собственного строительства. В дальнейшем были построены общественные здания и жилье, 80 % квартир были построены как государственные общественные квартиры.
В 1970-е годы в Ор-Йехуду прибыли репатрианты из СССР, в основном из Грузии и Бухары.
В 1988 году Ор-Йехуда был объявлен городом.

## Население
По данным Центрального статистического бюро Израиля, население на начало 2020 года составляло 36 813 человек.